# 長野社会ふくし専門学校
長野社会ふくし専門学校（ながのしゃかいふくしせんもんがっこう）は、長野県長野市にある私立専修学校。
長野県で初めて開校した介護福祉士養成施設。2021年4月より学校法人北アルプスの風によって運営されている。

## 沿革
- 1983年（昭和58年） - 長野市早苗町に学校法人石坂学園創立。
- 1992年（平成4年） - 長野社会福祉専門学校開校。介護福祉学科を置く。
- 1993年（平成5年） - 新実習棟（メイホール）が完成。
- 2005年（平成18年） - 実習用地（メイグラウンド）が完成。
- 2010年（平成22年） - 本校舎を改築。
- 2021年（令和3年）4月 - 設置者を学校法人北アルプスの風へ移管[1]。長野社会ふくし専門学校に改称[2]

## 学科
- 介護福祉学科

## 取得資格・免許状
- 介護福祉士資格

## アクセス
- JR信越本線長野駅東口より徒歩15分。